# Hanna Birna Kristjánsdóttir
Hanna Birna Kristjánsdóttir (født 12. oktober 1966) er en islandsk politiker fra Selvstændighedspartiet. Hun var frem til 4. december 2014 indenrigsminister i Sigmundur Davíð Gunnlaugssons regering og næstformand i Selvstændighedspartiet, men måtte afgå fra ministerposten og senere også næstformandshvervet i partiet pga. en skandale om lækning af personfølsomme oplysninger. Hun afløstes på begge poster af Ólöf Nordal.
Kristjánsdóttir har en bachelor i statskundskab fra Háskóli Íslands i 1991 og en Master of Arts i international og europæisk politik fra Edinburgh Universitet i 1993.
Hun var Reykjavíks borgmester fra 21. august 2008 til 15. juni 2010, og sad i Altinget 2013-16.